# 盧圖夫·阿里汗

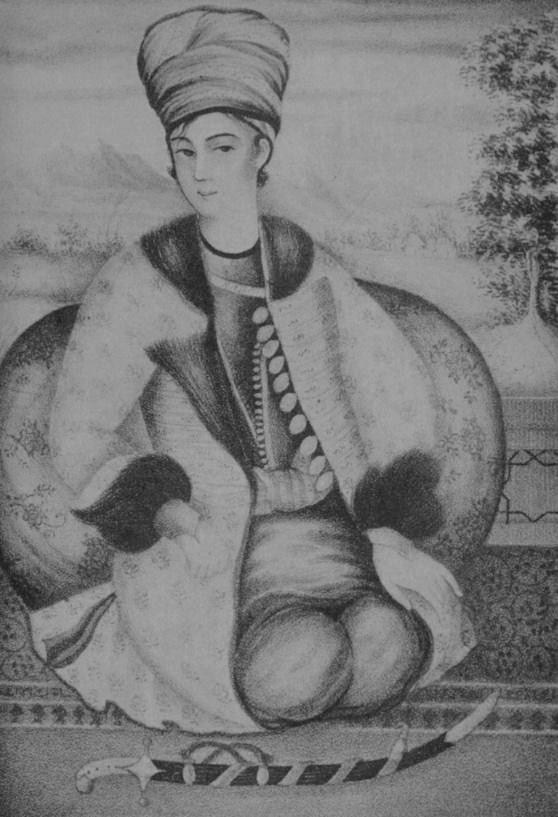
盧圖夫·阿里汗

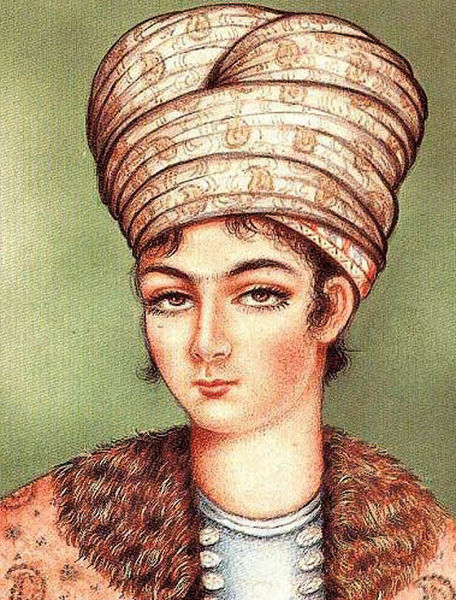
盧圖夫·阿里汗

盧圖夫·阿里汗（波斯語：لطفعلی خان زند，1769年—1794年）是贊德王朝最後一任伊朗沙阿（1789年－1794年在位）。盧圖夫·阿里汗是贊德王朝第六任沙阿賈法爾汗的兒子。

## 登上沙阿
其父賈法爾汗在位時限制身為設拉子總督賽義德·穆勞德汗和他的家人活動，甚至逼賽義德·穆勞德汗透露財產，這些做法激怒了賽義德·穆勞德汗，他和同謀遂設計毒殺賈法爾汗。1789年1月23日，他們派遣一位女僕向賈法爾汗下毒，然後制服賈法爾汗並將他殺死及把他的頭顱扔出堡壘。賽義德·穆勞德汗遂成為贊德王朝第七任沙阿。
1789年5月10日，盧圖夫·阿里汗為父報仇，攻陷設拉子，並殺死賽義德·穆勞德汗，然後繼任成為沙阿。

## 沙阿時期
盧圖夫·阿里汗成為沙阿時，國勢早已大不如前。從卡里姆汗於1779年逝世後，經過10年的王位爭奪，換了七位沙阿，贊德王朝早已衰落。桑德王朝最大的敵人是卡扎爾部落的酋長、曾作為人質的阿迦·穆罕默德·汗，他們的擴張神速。1789年，盧圖夫·阿里汗自立為沙阿後，阿迦·穆罕默德·汗便南下攻打設拉子，兩軍相遇時阿迦·穆罕默德·汗以駱駝嚇倒贊德王朝的戰馬，盧圖夫·阿里汗雖然被打敗，但是仍然能守住設拉子，阿迦·穆罕默德·汗退回德黑蘭。
1790年，盧圖夫·阿里汗率軍攻打不願意親自朝拜贊德王朝新沙阿的克爾曼總督，結果因大雪阻礙而退兵，損失慘重。
盧圖夫·阿里汗又於1791年試圖收復伊斯法罕，因設拉子城內趁他出征而叛亂，盧圖夫·阿里汗只帶了一批支持者逃至布什爾。布什爾的統治者也對盧圖夫·阿里汗持有敵意，他最後得到一位港口的總督幫助下，組成一支小部隊。盧圖夫·阿里汗率軍抵抗卡澤倫及布什爾的攻擊，並擒獲卡澤倫總督，並弄瞎他。
盧圖夫·阿里汗隨即率軍回攻設拉子。當時叛軍以獻了設拉子給阿迦·穆罕默德·汗，盧圖夫·阿里汗打敗了卡扎爾的穆斯塔法·戈利汗，但是阿迦·穆罕默德·汗帶領三、四萬人反擊。雖然盧圖夫·阿里汗曾以少勝多，但是被阿迦·穆罕默德·汗以計謀打敗，盧圖夫·阿里汗逃至克爾曼。
盧圖夫·阿里汗雖然多次試圖收復設拉子，但是都被打敗。1794年，阿迦·穆罕默德·汗終於攻陷克爾曼，盧圖夫·阿里汗最終兵敗被擒，並被處死在巴姆，終結了贊德王朝的統治。
| 盧圖夫·阿里汗 贊德王朝出生于：1769年逝世於：1794年 | 盧圖夫·阿里汗 贊德王朝出生于：1769年逝世於：1794年 | 盧圖夫·阿里汗 贊德王朝出生于：1769年逝世於：1794年 |
| -------------------------------------------------- | -------------------------------------------------- | -------------------------------------------------- |
| 前任： 賽義德·穆勞德汗                             | 伊朗沙阿 1789年－1794年                            | 繼任： 阿迦·穆罕默德·汗                            |